# Sarcocornia perennis
Sarcocornia perennis är en amarantväxtart som först beskrevs av Philip Miller, och fick sitt nu gällande namn av Andrew John Scott. Sarcocornia perennis ingår i släktet Sarcocornia och familjen amarantväxter.

## Underarter
Arten delas in i följande underarter:
- S. p. alpini
- S. p. perennis
- S. p. perennis

## Bildgalleri

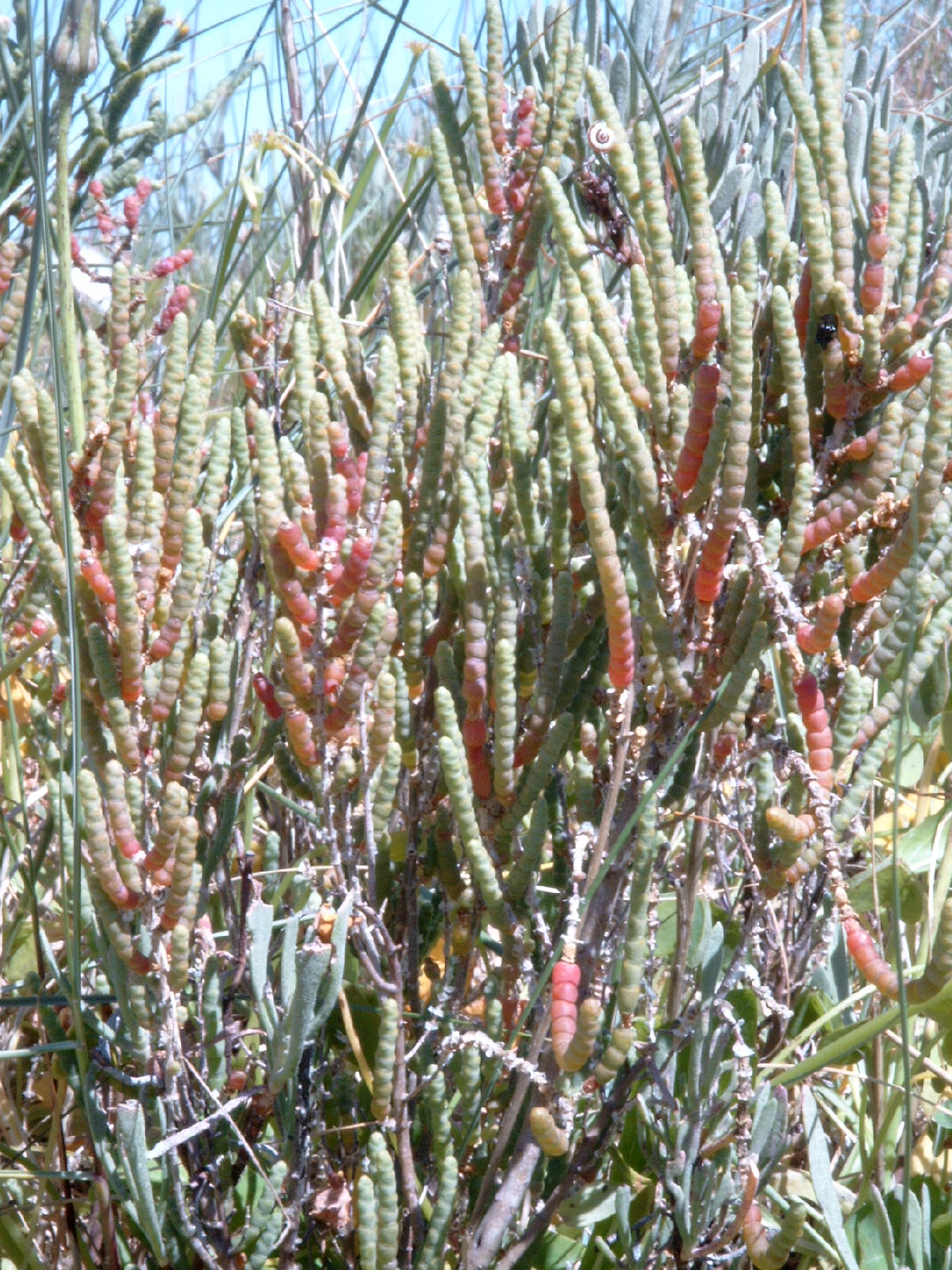
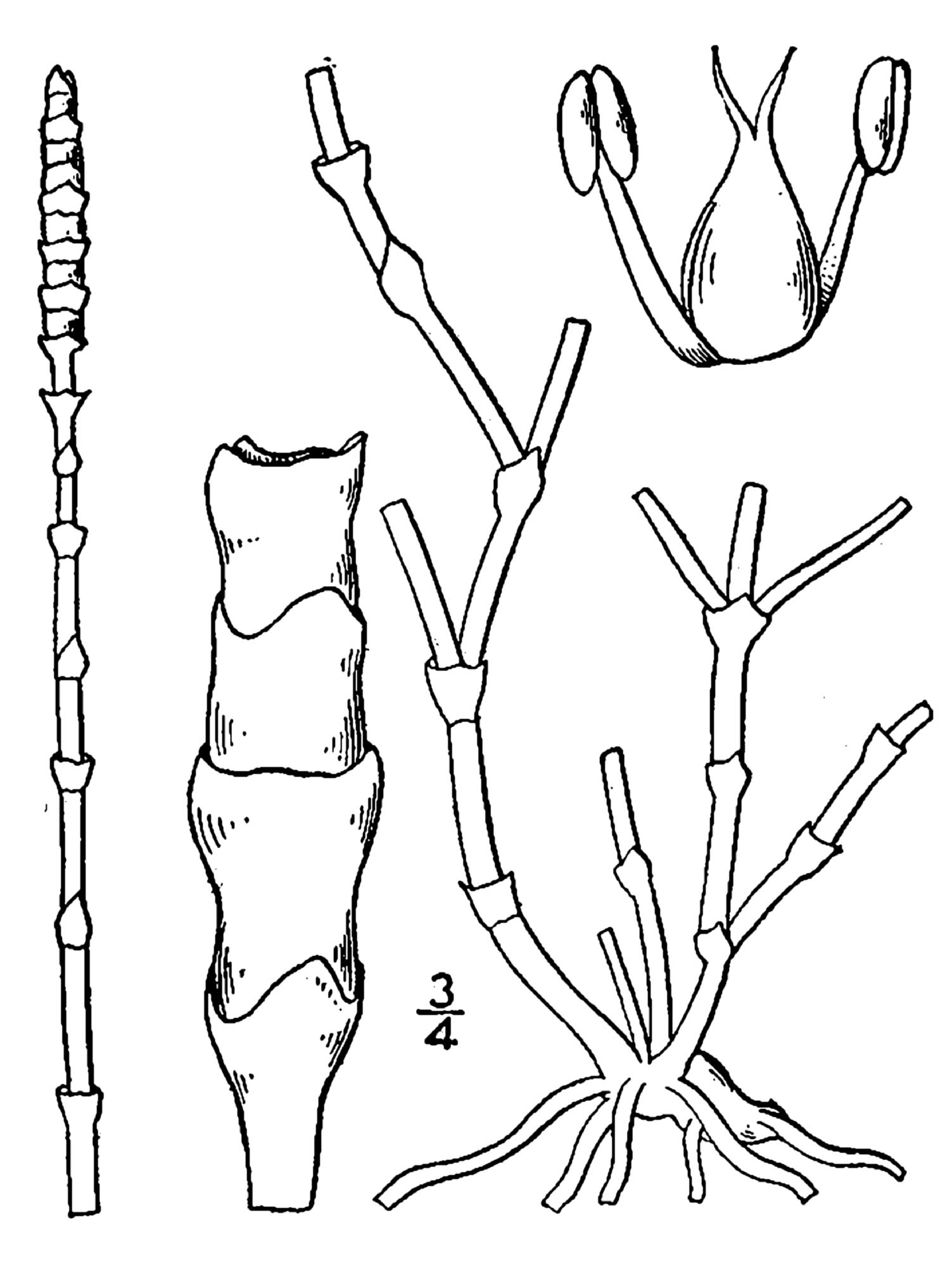
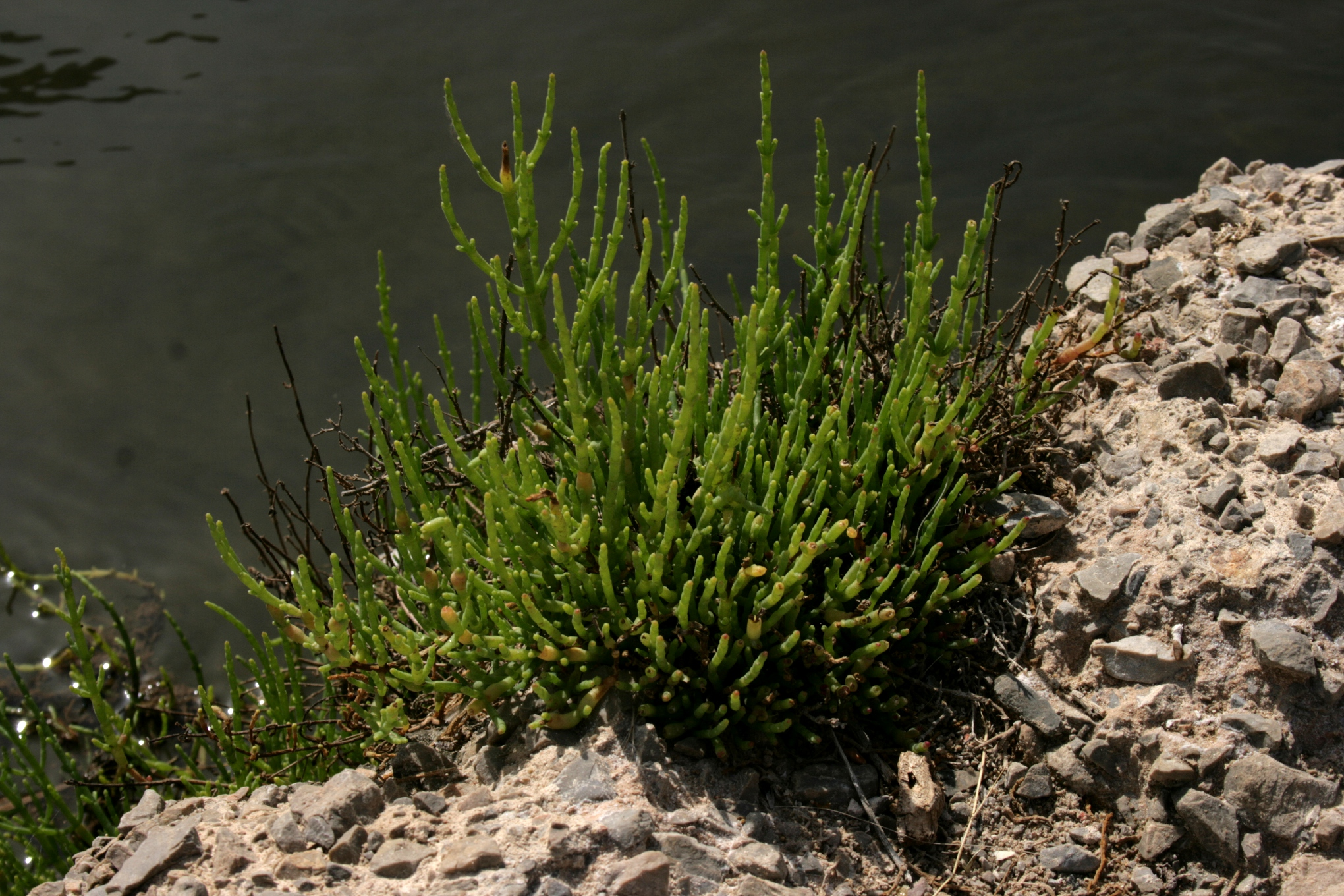
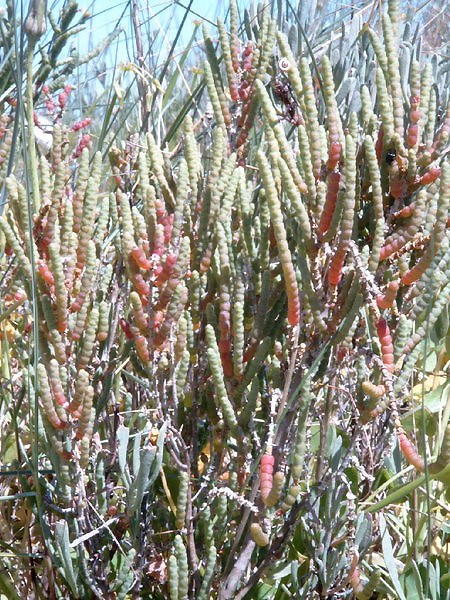
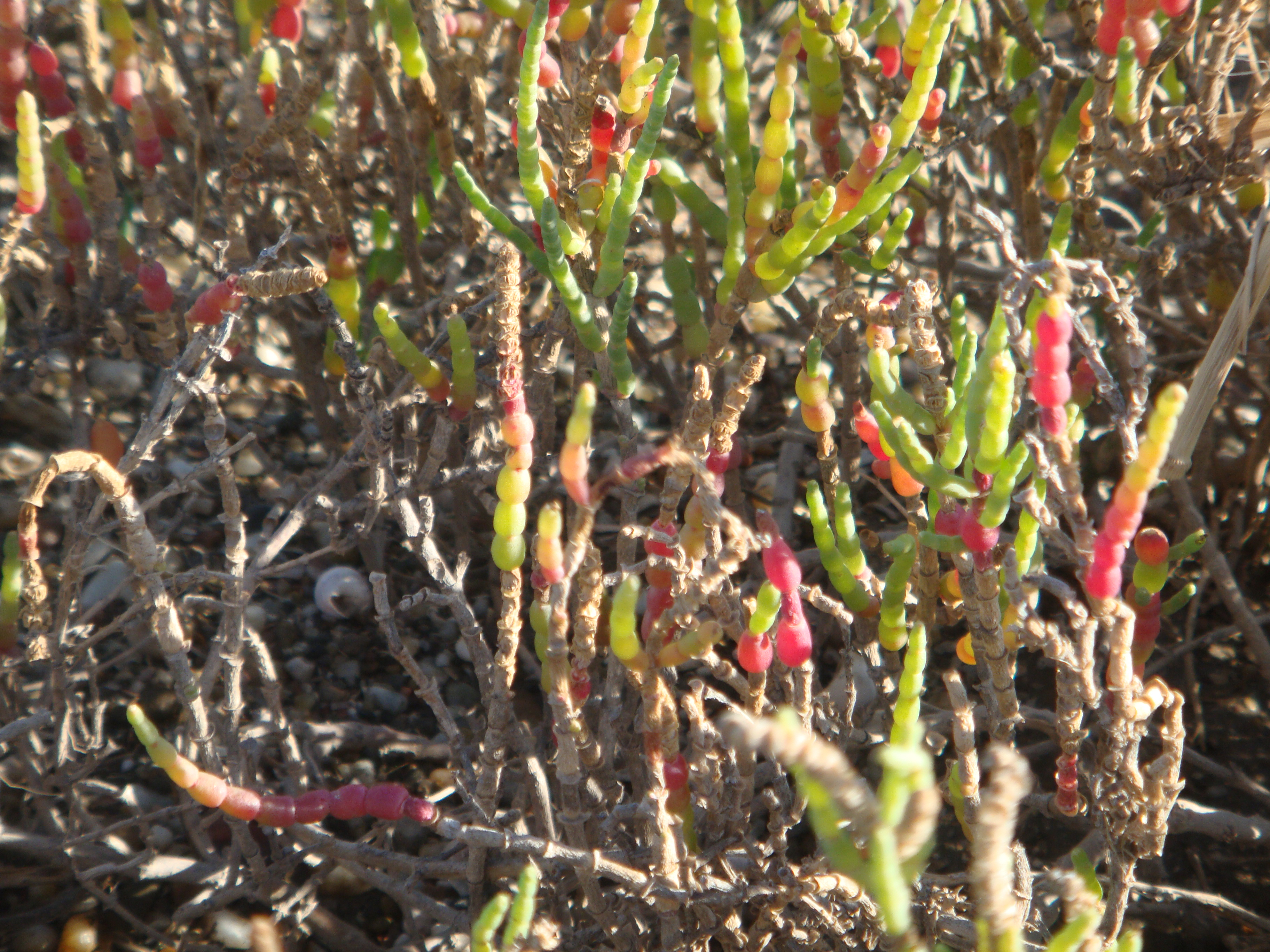
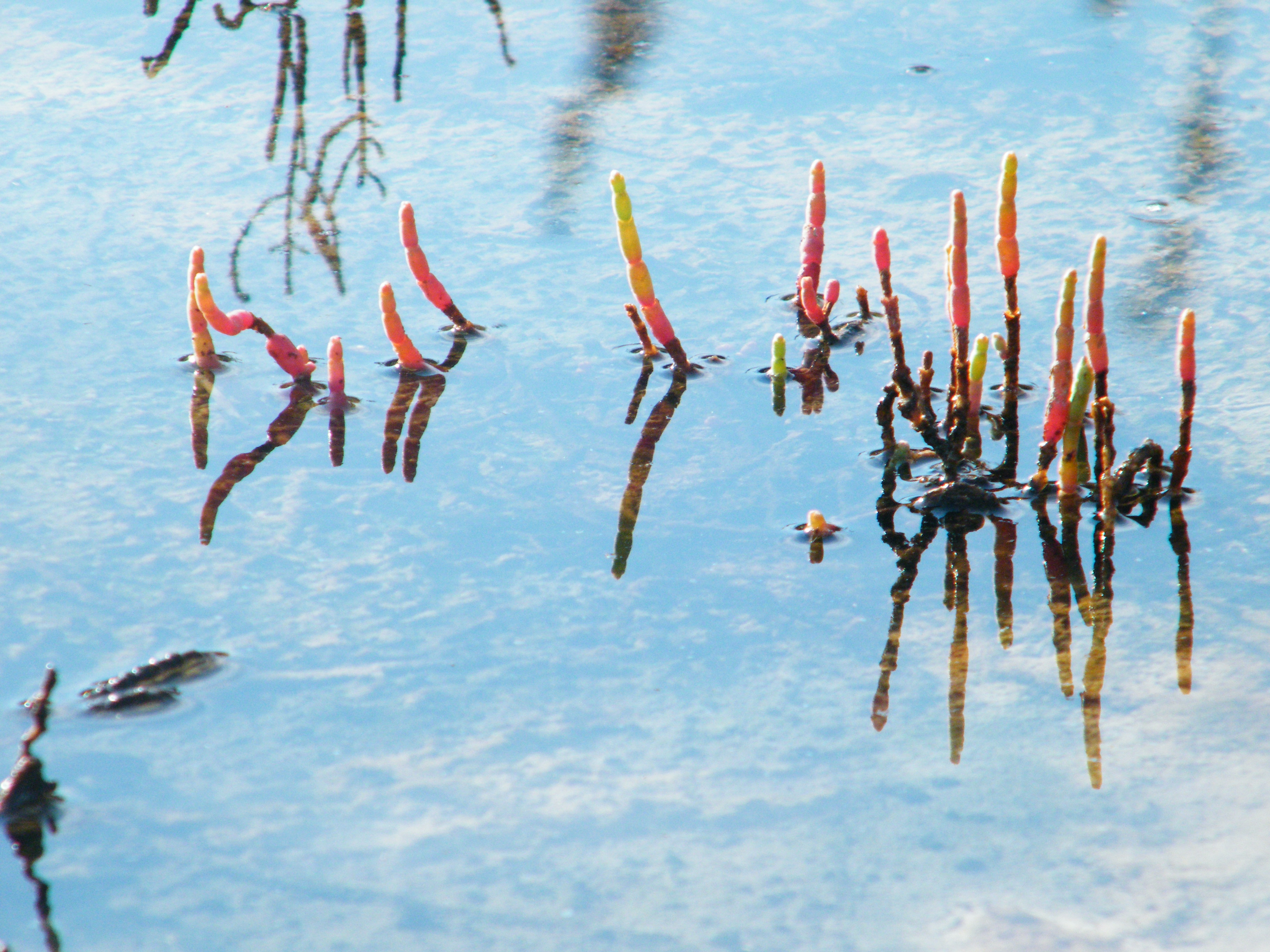